# Tyler Roberts
Tyler Roberts, född 12 januari 1999 i Gloucester, är en walesisk fotbollsspelare (anfallare) som spelar för Birmingham City och det walesiska landslaget.

## Klubbkarriär

### West Bromwich
Roberts kom till West Bromwich Albion som sjuåring och skrev ett 2,5-årigt proffskontrakt med klubben den 14 januari 2016, två dagar efter att han fyllt 17 år. Han debuterade för klubben den 15 maj 2016, i en oavgjord match (1-1) mot Liverpool på Premier Leagues sista matchdag för säsongen.

#### Oxford United, Shrewsbury, Walsall (lån)
Under hösten 2016 var Roberts utlånad till Oxford United, där han spelade totalt 22 matcher och gjorde tre cupmål. När lånet löpte ut i januari 2017 ville Oxford förlänga det, men Roberts lånades istället ut till League Two-konkurrenten Shrewsbury för resten av säsongen. Han gjorde karriärens första ligamål i den 4 februari när Shrewsbury besegrade Bury med 2-1. Totalt hann Roberts spela tolv matcher, under vilka han producerade fyra mål och två assist, innan hans säsong avslutades på grund av en skada i hälsenan den 4 april.
Den 25 augusti 2017 lånades Roberts ut på nytt, nu till Walsall för hela den innevarande säsongen. Efter fem mål på 17 matcher återkallades han dock till West Bromwich efter halva säsongen. Då endast sex månader återstod på Roberts kontrakt erbjöds han förlängning av West Bromwich, men även andra klubbar visade intresse för att värva den lovande 19-åringen, däribland Rangers, Bournemouth och Leeds United.

### Leeds United
Den 31 januari 2018 värvades Roberts av Leeds United för 2,5 miljoner pund och skrev på ett 3,5-årigt kontrakt. Strax efter övergången drabbades han dock av en spricka i skenbenet vilket höll honom borta från spel under resten av säsongen. Roberts spelade för första gången för Leeds den 23 juli 2018 i en träningsmatch mot Southend United under försäsongen. Den 14 augusti 2018 gjorde han sin tävlingsdebut då han spelade från start i en seger med 2-1 över Bolton Wanderers i ligacupen.
Den 15 september 2018, veckan efter landslagsdebuten för Wales, fick Roberts till följd av skador på både Patrick Bamford och Kemar Roofe också göra sin ligadebut för Leeds United, som ensam central anfallare i en bortamatch mot Millwall som slutade 1–1. Tre dagar senare startade han på nytt i en hemmamatch mot Preston North End, som slutade 3–0 efter att Roberts gjort sina första två mål för Leeds United under en åttaminutersperiod i andra halvlek. Leeds huvudtränare Marcelo Bielsa avslöjade efter matchen att han inledningsvis sett Roberts främst som en kantanfallare, men att spelaren övertygat honom att han också kunde spela som centerforward.
Roberts kom att spela 28 seriematcher för Leeds under säsongen 2018/2019, varav 20 från start, de flesta som ytter/kantanfallare. Den 9 juni 2021 förlängde han sitt kontrakt i Leeds United fram till sommaren 2024. Den 6 juli 2022 lånades Roberts ut till Queens Park Rangers på ett säsongslån.

## Landslagskarriär
Efter att tidigare ha tagits ut till spel för England på pojklandslagsnivå, valde Roberts senare att representera Wales, vilket han är kvalificerad för genom sina föräldrars föräldrar. Han har spelat ett tjugotal matcher med landets ungdomslandslag på olika nivåer, och togs 2015 ut i truppen till a-landslaget.
Den 30 augusti 2018 blev Roberts för första gången uttagen i Wales a-landslag. Den 6 september debuterade han med ett inhopp mot Irland i Nations League, som slutade i walesisk seger med 4–1. Månaden därpå, den 16 oktober 2018, startade han för första gången en a-landskamp då Irland besegrades på nytt med 1–0 i Dublin.